# Sidi Taïbi
Pour les articles homonymes, voir Taibi.
Sidi Taibi (en arabe : سيدي طيبي) est une ville du Maroc. Elle est située dans la région de Rabat-Salé-Kénitra.

### Sources
- (en) « Sidi Taibi sur le site de Falling Rain Genomics, Inc. »(Archive.org • Wikiwix • Archive.is • Google • Que faire ?)